# نواتیم
نِواتیم (به عبری:נְבָטִים) یک کیبوتص در جنوب اسرائیل است. در صحرای شمالی نگب در حدود ۸ کیلومتری (۵ مایلی) جنوب شرقی شهر بئرشبع واقع شده است و تحت صلاحیت شورای منطقه ای بنی شیمون قرار داشت. در سال ۲۰۲۲ جمعیت آن ۱۰۶۸ نفر بود. پایگاه هوایی نواتیم در این منطقه قرار دارد.